# Tegulaster emburyi
Tegulaster emburyi är en sjöstjärneart som beskrevs av Livingstone 1933. Tegulaster emburyi ingår i släktet Tegulaster och familjen Asterinidae. Inga underarter finns listade i Catalogue of Life.